# ミルク繊維
ミルク繊維（ミルクせんい）は、牛乳に含まれるタンパク質のカゼインを原料としたタンパク繊維（アズロン）の一種である。イタリアSNIA社の「ラニタル」、日本の東洋紡の「シノン」、イギリスのコートルズ社の「フィブロレイン」などの商品名がある。動物性タンパク質を原料としているが、ウールや羽毛、絹などと同じ動物繊維ではなく再生繊維の一種に区分される。

## ラニタル
1935年にイタリアの化学者アントニオ・フェレッティが、脱脂乳に酸性物を加えてカゼインを取り出し、アルカリを加えて蜂蜜程度の粘性を持たせて紡糸する方法により人造羊毛の製造に成功。ドイツで先行して研究していたフリードリヒ・エルンスト・トーテンハウプトのものより良質であった。当時第二次エチオピア戦争のさなかにあったイタリアは国際連盟から経済制裁を受けており、繊維製品の自給は急務であった。この繊維はラニタルと名付けられ、SNIA Viscosaにより製品化された。生地の強度や柔軟性はウールに劣り、アイロンにも弱いという弱点から、その後登場した化学繊維に次第に取って代わられた。

## プロミックス
日本の繊維メーカー東洋紡は、牛乳のタンパクを塩化亜鉛で溶解し、アクリロニトリルをグラフト重合して湿式紡糸したプロミックス繊維「シノン」を1969年から生産開始した。プロミックスはプロテイン（タンパク質）とアクリル繊維の原料をミックスしていることに由来し、JIS規格では重量割合でタンパク質を30%以上60%未満含む繊維をプロミックスと定めている。1リットルの牛乳からは約60グラムのプロミックス繊維が作られ、短繊維のステープルではなく長繊維のフィラメントとして流通した。
東洋紡では福井県の敦賀事業所に年産1000トンの生産設備を有していたが、2003年秋に生産休止。2004年に事業撤退した。家庭用品品質表示法に基づく繊維製品品質表示規程からは、2017年3月末で繊維名の指定用語が除かれた

### 特徴
和装品や、直接肌に触れる肌着・ベビー服、寝具などに用いられた。ウールの代用品として開発されたラニタルに対し、プロミックスは絹の代替として開発されたこともあり、絹に似た光沢と風合いがある。虫害に遭いにくく、絹やポリエステルより軽量で保温性・吸湿性・耐薬品性・染色性に優れるが、耐熱性が低く270℃程度で分解する。

## 持続可能性繊維として
安価な化繊などに押されて一度は衰退したミルク繊維であるが、過剰生産や消費期限切れなどで廃棄される牛乳を再利用でき、製造工程で必要とする水も木綿に比べて少ないことから、2010年代以降はポリエステルなど石油系化学繊維に代わる持続可能性繊維素材として再び着目されている。